# Samut Prakan (Provinz)
Samut Prakan (Thai: สมุทรปราการ, [sāmùt prāːkāːn], etwa „Bollwerk der Küste“, anhörenⓘ) ist eine Provinz (Changwat) in Zentral-Thailand. Sie liegt an der Mündung des Mae Nam Chao Phraya (Chao-Phraya-Fluss) in den Golf von Thailand, unmittelbar südlich und südöstlich der Hauptstadt Bangkok, zu deren Metropolregion sie gehört. Samut Prakan ist eine der am dichtesten besiedelten und eine der wirtschaftlich bedeutendsten Provinzen. Die Hauptstadt der Provinz Samut Prakan heißt ebenfalls Samut Prakan.

## Geographie
Samut Prakan liegt an der Mündung (Thai: Paknam) des Mae Nam Chao Phraya (Chao-Phraya-Fluss) in den Golf von Thailand und hat eine Küstenlinie von etwas mehr als 47 Kilometern. Westlich des Chao Phraya befindet sich überwiegend landwirtschaftlich genutztes Land, meist für den Reisanbau. Im Osten liegt das urbane Zentrum der Provinz mit einer großen Zahl von Unternehmen.
Samut Prakan gehört zur Metropolregion Bangkok, der Übergang zwischen den beiden Städten ist fließend.
Die Provinz ist flächenmäßig etwas größer als Berlin.
| Angrenzende Provinzen und Gebiete: | Angrenzende Provinzen und Gebiete: |
| ---------------------------------- | ---------------------------------- |
| Norden                             | Bangkok                            |
| Osten                              | Chachoengsao                       |
| Süden                              | Küste zum Golf von Thailand        |
| Westen                             | Bangkok                            |

### Klima
Das Klima ist tropisch-monsunal. Die Anzahl der jährlichen Regentage liegt bei etwa 100 mit einer Niederschlagsmenge von 1064 mm.

## Wirtschaft und Bedeutung
Samut Prakan profitiert von der Nähe zum wirtschaftlichen Zentrum Thailands, der Hauptstadt Bangkok. Viele Industriebetriebe haben sich hier angesiedelt, die nahe an der Küste sein und dem Platzmangel und ständigen Verkehrsproblemen der Hauptstadt entgehen wollen.
Aber auch Landwirtschaft, meist Reis, ist eine wichtige Einnahmequelle der Provinz. Immerhin sind mehr als 36 % der Fläche als landwirtschaftlich genutztes Gebiet ausgewiesen.
Das „Gross Provincial Product“ (Bruttoinlandsprodukt) der Provinz betrug 2009 603,423 Milliarden Baht, der vierthöchste Wert unter Thailands Provinzen. Den größten Teil der wirtschaftlichen Leistung der Provinz trugen im Jahr 2011 das verarbeitende Gewerbe (289,266 Mrd. Baht), die Transport-, Lager- und Kommunikationsbranche (129,938 Mrd. Baht) sowie der Groß- und Einzelhandel (86,338 Mrd. Baht) bei.

### Landnutzung
Für die Provinz ist die folgende Landnutzung dokumentiert:
- Waldfläche: 6.995 Rai (7 km²), 1,1 % der Gesamtfläche
- Landwirtschaftlich genutzte Fläche: 131.296 Rai (250,1 km²), 20,9 % der Gesamtfläche
- Nicht klassifizierte Fläche: 489.267 Rai (756,6 km²), 78,0 % der Gesamtfläche

## Bevölkerung
Gemäß der Daten der Volkszählung von 2000 waren 99,8 % der Einwohner thailändische Staatsbürger. 97,7 % waren Buddhisten, 1,5 % Muslime. 0,5 % gaben Chinesisch als Erstsprache an. 52,1 % der Bewohner waren nicht in Samut Prakan geboren, sondern aus einer anderen Provinz zugezogen.

## Verkehr
Durch die Provinz Samut Prakan führt die Thanon Sukhumvit (Nationalstraße 3), die einst als Hauptverbindungsroute zwischen Bangkok und der Ostregion diente. Zu ihrer Entlastung und Umgehung wurden inzwischen die mautpflichtige Schnellstraße Thang Phiset Burapha Withi (Bang Na Expressway), sowie die ebenfalls kostenpflichtige Autobahn Bangkok-Chonburi (Autobahn 7) angelegt. Außerdem wird der Westen der Provinz von Bangkoks äußerer Ringstraße (Autobahn 9) durchschnitten.
Der Flughafen Suvarnabhumi ist von Bangkok aus mit dem Airport Rail Link erreichbar. Andere öffentliche Massenverkehrssysteme bedienen die Provinz bislang nicht. Seit 2013 wird jedoch an einer Verlängerung der hellgrünen Linie (Sukhumvit-Linie) des Bangkok Skytrain gebaut. Diese soll bis 2017 fertiggestellt werden.

### Flughafen
Der 2006 eröffnete Flughafen Bangkok-Suvarnabhumi, einer der meistfrequentierten Flughäfen Asiens, befindet sich in Amphoe Bang Phli, Provinz Samut Prakan.

## Geschichte

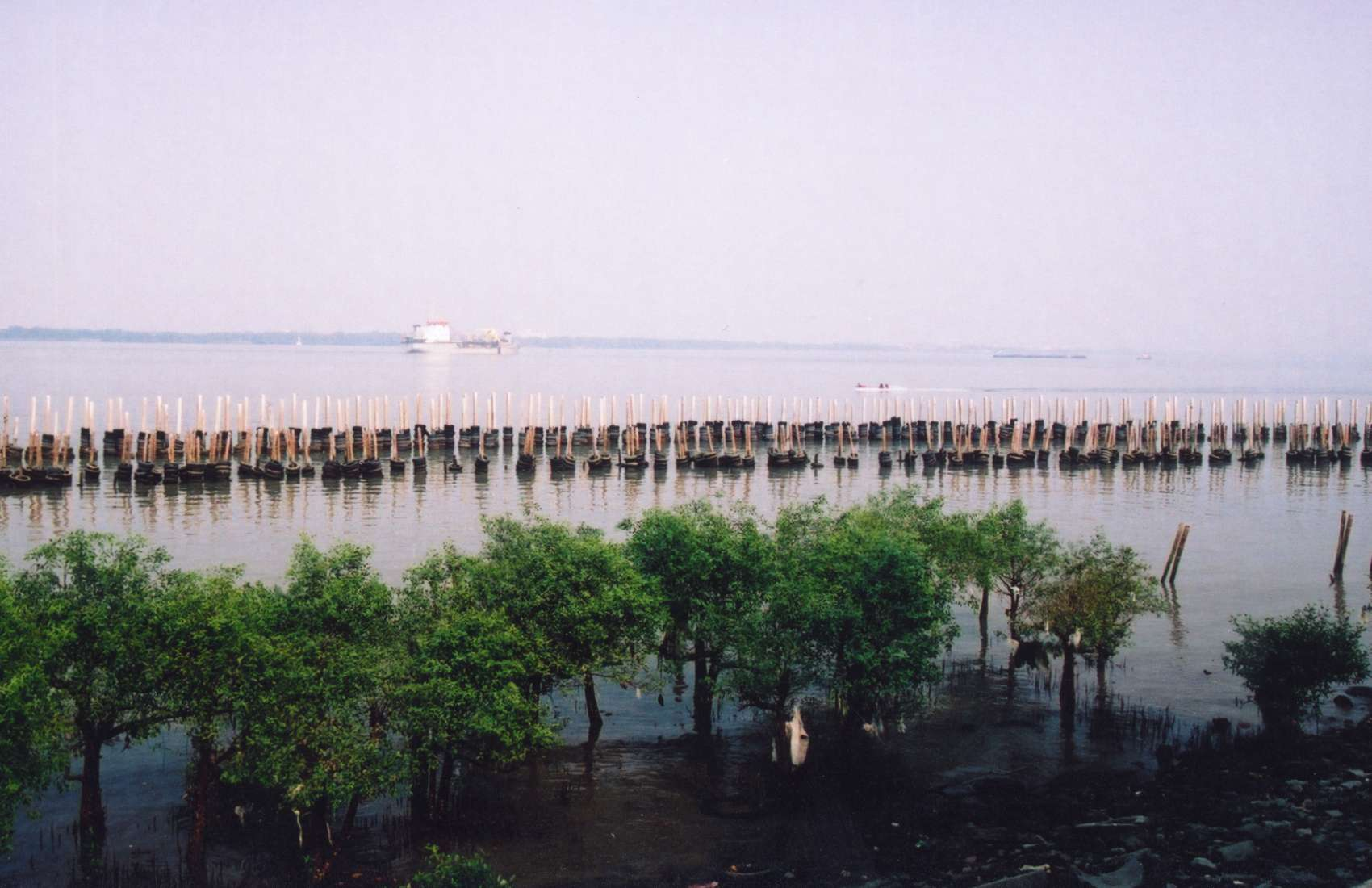
Mündung des Mae Nam Chao Phraya

Samut Prakan wurde während der Ayutthaya-Periode gebildet, das Zentrum befand sich jedoch zunächst in der heutigen Landkreis (Amphoe) Phra Pradaeng. Hier befanden sich Forts und Stadtmauern. König Taksin ließ die Befestigungen nach dem Fall von Ayutthaya schleifen.
Unter König Rama II. siedelte man 1819 die Stadt dann in die Gemeinde (Tambon) Pak Nam um, was drei Jahre dauerte. Sechs neue Forts wurden errichtet, von denen heute nur noch Phi Sua Samut und Phra Chulachomklao übrig geblieben sind.

## Sehenswürdigkeiten

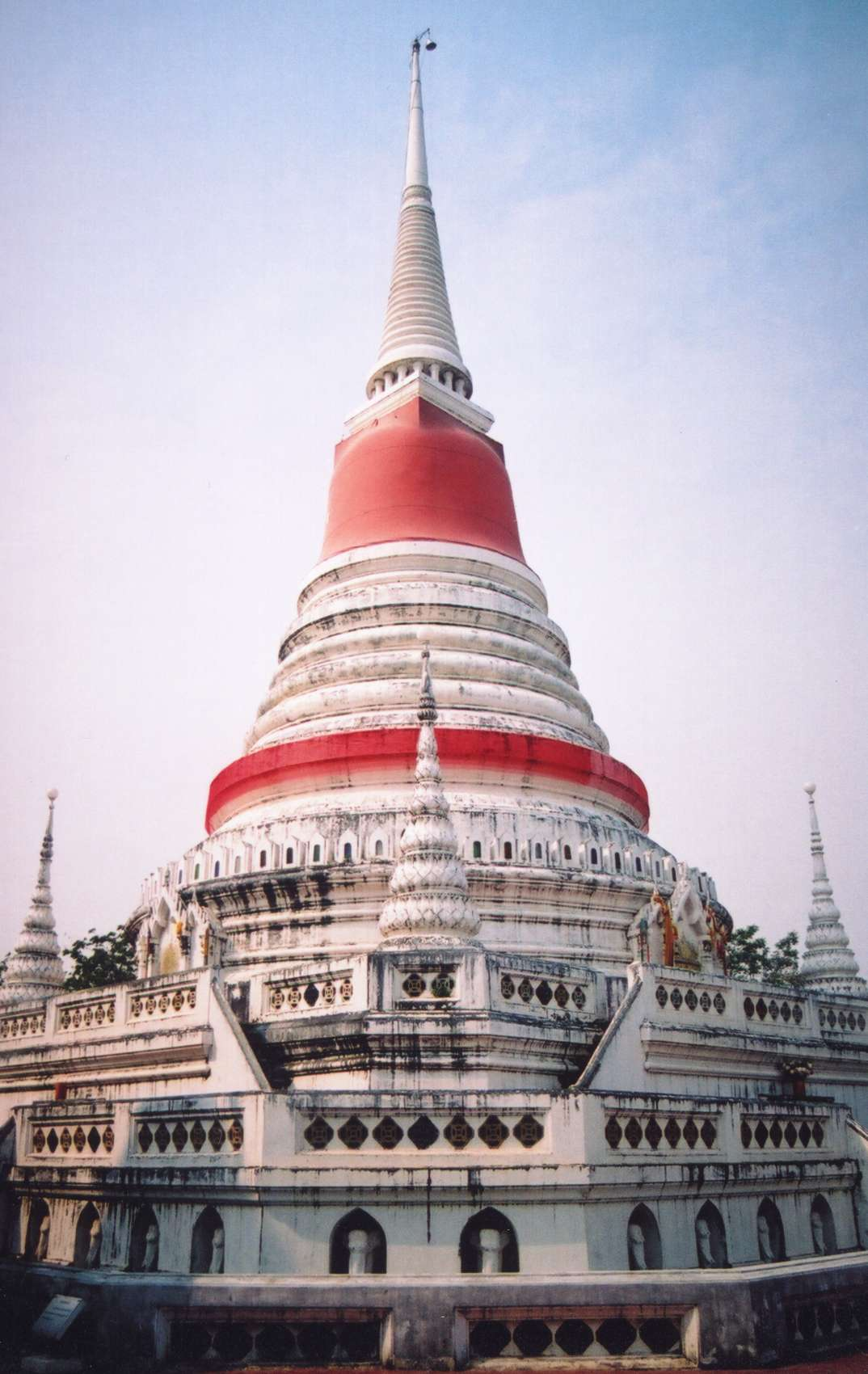
Phra Samut-Chedi

- Mueang Boran (auch: Ancient City, Alte Stadt) – kunstvoll angelegtes Freilichtmuseum, eines der größten weltweit; es zeigt auf einer Fläche, die in etwa den Umrissen des Staatsgebiets von Thailand nachgebildet ist, Objekte teilweise in Originalgröße, teilweise als Miniaturausgabe von geschichtlicher Bedeutung (z. B. die 1767 zerstörte Audienzhalle Sanphet Prasat aus dem Königspalast des ehemaligen Königreichs Ayutthaya).
- Die Phra Samut Chedi war noch vor 100 Jahren der erste Tempel, der in den Mae Nam Chao Phraya einfahrende Seeleute begrüßte. Die schneeweiße Chedi stand damals noch mitten im Fluss, sie hieß Phra Chedi Klang Nam (Chedi mitten im Fluss). Durch Sedimentbildung liegt sie heute am Westufer.
- Nationalparks:
  - Bang Pu Naturreservat – etwa 12 km östlich der Stadt Samut Prakan, mit vielen Meeresvogelarten; das Reservat wird von der thailändischen Armee und dem WWF betrieben.

## Wappen
Das Wappen der Provinz Samut Prakan zeigt den Tempel Phra Samut Chedi, der in der Provinz hoch verehrt wird.
Der lokale Baum ist Thespesia populnea.
Der Wahlspruch der Provinz Samut Prakan lautet:
„Forts der Marine sind hier zur Erinnerung,
Eine Pagode inmitten der Mündung des Flusses,
Und die größte Krokodilfarm der Welt,
Die Alte Stadt mit Repliken historischer Bauten,
Das Songkran-Fest in Phra Pradaeng zieht viele Schaulustige an,
Getrockneter Fisch Pla Salit ist köstlich für die Probierenden,
Die Stadt, wo alljährlich das Lotusfest gefeiert wird,
Und wo verschiedene Farmen ihre Arbeit verrichten.“

## Verwaltungseinheiten

### Provinzverwaltung
Die Provinz ist in sechs Landkreise (Amphoe) eingeteilt, die wiederum in 50 Kommunen (Tambon) und weiter in 396 Dorfgemeinschaften (Muban) gegliedert sind.
Für die allgemeinen Wahlen ist die Provinz in drei Wahlkreise eingeteilt, von denen einer drei Abgeordnete und die beiden anderen jeweils zwei Abgeordnete in das Unterhaus entsendet.
| \| Nr. \| Amphoe-Name \| Thai \| \| --- \| -------------------------- \| ------------------- \| \| 1 \| Amphoe Mueang Samut Prakan \| อำเภอเมืองสมุทรปราการ \| \| 2 \| Amphoe Bang Bo \| อำเภอบางบ่อ \| \| 3 \| Amphoe Bang Phli \| อำเภอบางพลี \| \| 4 \| Amphoe Phra Pradaeng \| อำเภอพระประแดง \| \| 5 \| Amphoe Phra Samut Chedi \| อำเภอพระสมุทรเจดีย์ \| \| 6 \| Amphoe Bang Sao Thong \| อำเภอบางเสาธง \| |                            |                     |
| Nr. | Amphoe-Name                | Thai                |
| 1 | Amphoe Mueang Samut Prakan | อำเภอเมืองสมุทรปราการ |
| 2 | Amphoe Bang Bo             | อำเภอบางบ่อ          |
| 3 | Amphoe Bang Phli           | อำเภอบางพลี          |
| 4 | Amphoe Phra Pradaeng       | อำเภอพระประแดง      |
| 5 | Amphoe Phra Samut Chedi    | อำเภอพระสมุทรเจดีย์    |
| 6 | Amphoe Bang Sao Thong      | อำเภอบางเสาธง       |

| Nr. | Amphoe-Name                | Thai                |
| --- | -------------------------- | ------------------- |
| 1   | Amphoe Mueang Samut Prakan | อำเภอเมืองสมุทรปราการ |
| 2   | Amphoe Bang Bo             | อำเภอบางบ่อ          |
| 3   | Amphoe Bang Phli           | อำเภอบางพลี          |
| 4   | Amphoe Phra Pradaeng       | อำเภอพระประแดง      |
| 5   | Amphoe Phra Samut Chedi    | อำเภอพระสมุทรเจดีย์    |
| 6   | Amphoe Bang Sao Thong      | อำเภอบางเสาธง       |

### Lokalverwaltung
Für das ganze Gebiet der Provinz besteht eine Provinz-Verwaltungsorganisation (องค์การบริหารส่วนจังหวัด, kurz อบจ., Ongkan Borihan suan Changwat; englisch Provincial Administrative Organization, PAO).
In der Provinz gibt es eine Thesaban Nakhon (เทศบาลนคร – „Großstadt“): Samut Prakan (เทศบาลนครสมุทรปราการ) und vier Thesaban Mueang (เทศบาลเมือง – „Städte“): Paknam Samut Prakan (เทศบาลเมืองปากน้ำสมุทรปราการ) und Pu-Chao Ming Phraya (เทศบาลเมืองปู่เจ้าสมิงพราย), Lat Luang (เทศบาลเมืองลัดหลวง) und Phra Pradaeng (เทศบาลเมืองพระประแดง).
Daneben gibt es elf Thesaban Tambon (เทศบาลตำบล – „Kleinstädte“).